# Gustav Liebermeister
Gustav Liebermeister (* 10. Februar 1879 in Tübingen; † 31. Mai 1943 in Gießen)  war ein deutscher Internist.

## Leben
Gustav Liebermeister, der Sohn des Tübinger Professors für innere Medizin Carl von Liebermeister, promovierte 1902 in Tübingen. 1906 wirkte er in Straßburg als Schüler von Franz Hofmeister (Arbeiten über Serum-Nukleoprotein). Er heiratete die Tochter Marie Mathilde (1882–1977) des Mathematikers Hermann von Stahl und war Arzt in Düren.
Er befasste sich besonders mit Tuberkulose und war Mitarbeiter am Handbuch der inneren Medizin (3. Auflage, Band 1, 1934).
Seit dem Wintersemester 1896/97 war er Mitglied der Studentenverbindung AV Igel Tübingen.

## Schriften
- Die Bekämpfung der akuten Kreislaufschwäche, Urban & Schwarzenberg 1909
- Über die Behandlung der Kriegsneurosen: aus dem Festungshilflazaret II Ulm a. D., Halle: Marhold 1917
- mit Heinrich Hochhaus: Die Krankheiten des Herzens und der Gefässe: Ein Kurzgefasstes Praktisches Lehrbuch, Springer 1922
- Über Tuberkulin-Therapie, München 1924
- Die Tuberkulose als Allgemein-Krankheit, Barth 1939